# Franco Leidi
Franco Leidi, född 1933 i Milano och uppvuxen i Italien, död 2008 i Sverige, var en italiensk-svensk tecknare, målare, grafiker, skulptör och konstpedagog.
Leidi studerade vid Konstakademien i Genua och invandrade från Italien 1971. Han var verksam som tecknare, grafiker och skulptör i Sverige. Under åren 1987–1997 var han professor i grafik vid Konsthögskolan Valand i Göteborg. En vandringsutställning med Leidis akvareller visades på Millesgården, Västerås konstmuseum, Kristianstad konsthall och Luleå Kulturhus 2009 och i samband med utställningen gav  Kalejdoskop Förlag ut en bok om Franco Leidi. En retrospektiv utställning med skulpturer, teckningar, grafik och foto visades på Lunds konsthall.  
Leidi är representerad vid Moderna museet, Kalmar konstmuseum, Göteborgs konstmuseum[källa behövs], Norrköpings konstmuseum  samt på flera utländska museer.

## Källa
- Utställningskatalogen Franco Leidi, Att vara tillsammans, Millesgården, Lidingö, 2009